# Samuel Zeedtz
Samuel Zeedtz, född omkring 1660 i Skottland, död 22 april 1717 på Malmö slott, var en svensk militär.
Samuel Zeedz reste 1680 till Brabant och Nederländerna för att ta värvning, blev volontär vid svenska livgardet 1681, förare där 1683, fänrik vid Västmanlands regemente 1684 och kapten vid Magnus Wilhelm Nieroths värvade bataljon i Bremen 1687. Zeedtz ingick 1688 bland de 6 000 man hjälptrupper som Karl XI skickade till Nederländerna. Han stannade där till 1698 och deltog i slaget vid Landen, en mängd belägringar och mindre strider. Zeedtz tjänstgjorde där som kapten vid Nieroths svenska regemente. Han blev kapten vid Västmanlands regemente 1700, livdrabant 1701, överstelöjtnant vid bergsbataljonen och var 1703–1716 chef för hela bergsregementet. Zeedtz adlades 28 juni 1706 i staden Luck i Polen och tog introduktion på riddarhuset 1713. Han deltog i slaget vid Narva, övergången av Düna och slaget vid Kliszów där han efter att ha fått sin häst skjuten under sig blev under flykten så illa sårad av fiendetrupperna att han inte kunde tjänstgöra på länge. Zeedtz blev kommendant i Kalmar 1709, erhöll överstes karaktär 1711 och var 1714–1716 tillförordnad chef för Stockholms borgargarde och enrolleringsverken där. Han blev därefter 1717 fråndömd sin tjänst för att ha tillgripit regementets medel och avled på Malmö slott där han då satt häktad för dessa anklagelser. Zeedtz heder och ära blev dock återställd 1719 efter hans död.